# آلونسو ۷۳۵۳۳
سیارک ۷۳۵۳۳ (به انگلیسی: 73533 Alonso، نامگذاری:2003OC6) هفتاد و سه هزار و پانصد و سی و سومین سیارک کشف شده‌است که در ۲۵ ژوئیه ۲۰۰۳ کشف شد.